# Tetraloniella nyassana
Tetraloniella nyassana är en biart som först beskrevs av Embrik Strand 1911.  Tetraloniella nyassana ingår i släktet Tetraloniella och familjen långtungebin. Inga underarter finns listade i Catalogue of Life.